# 若林鉱

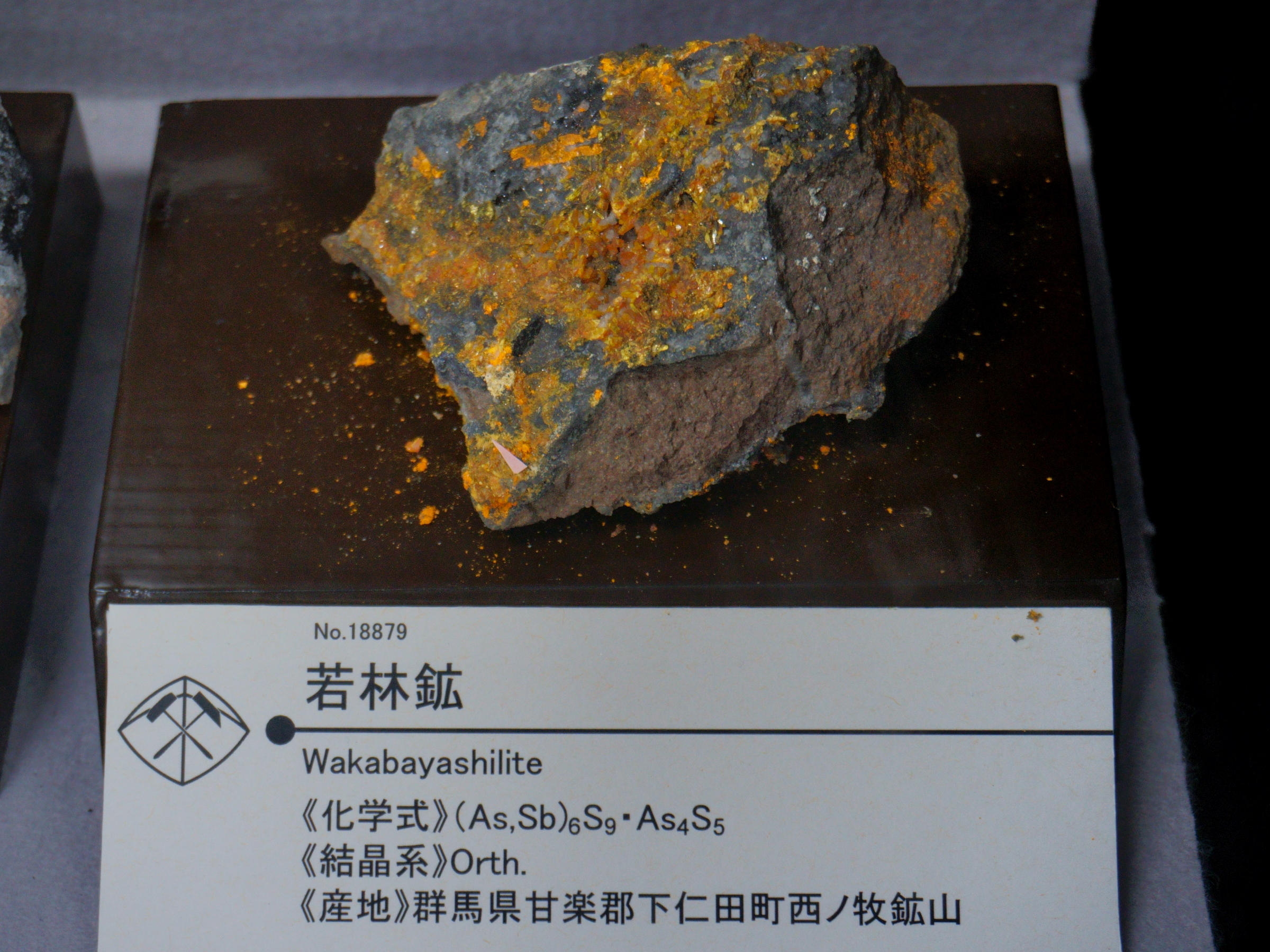
若林鉱（秋田大学附属鉱業博物館所蔵、原産地標本）

若林鉱（わかばやしこう、 Wakabayashilite）は、1970年（昭和45年）に発表された日本産新鉱物で、国立科学博物館の鉱物学者加藤昭などにより、群馬県下仁田町の西ノ牧（にしのまき）鉱山で発見された。三菱鉱業の鉱物学者で、コレクションも残した若林弥一郎（1874年-1943年）の業績を称えて命名された。
化学組成は(As,Sb)11S18で単斜晶系、硬度は1.5。鮮やかな黄色の針状もしくは繊維状の結晶となり、可撓性が大きいため曲がった形状で産出することが多い。劈開は4方向に完全であるが、結晶自体が細いため確かめるのは困難である。
発見当初は「針状雄黄」とされていたが、分析の結果、新種記載された。その際、東京大学総合研究博物館に寄贈・移管されていた若林のコレクション中の、西ノ牧鉱山産の雄黄とされていた標本が若林鉱であることが判明した。
西ノ牧鉱山は閉山しているため、現在ではアメリカ合衆国ネバダ州の鉱山産出の標本が市場に出回っている。